# Полубреховская
Полубреховская — деревня в Вилегодском муниципальном округе Архангельской области.

## География
Находится в юго-восточной части Архангельской области на расстоянии приблизительно 8 км на запад-северо-запад по прямой от административного центра района села Ильинско-Подомское на левобережье реки Виледь.

## История
Была отмечена деревня еще в 1710 году как поселение с 1 жилым двором. В 1859 году здесь (деревня Сольвычегодского уезда Вологодской губернии) было учтено 11 дворов. До 2020 года входила в состав Ильинского сельского поселения до его упразднения.

## Население
Численность населения: 16 человек (1710 год), 106 (1859), 6 (русские 100 %) в 2002 году, 6 в 2010.